# Vuklec
Vrh Vuklec na 572 m je najviši vrh Kalničke Grede na stjenovitom grebenu obraštenom uglavnom bjelogoričnom šumom. Vidik s vrha je zbog šume moguć ograničeno samo prema sjeveru, Podravini, Međimurju i šumama Kalnika. Zapadno od vrha na goloj stijeni na oko dvijetotinjak metara je Zapadni Vidikovac na Kalničkoj Gredi, odakle se vidi Medvednica, Ivanščica, Psunj, Papuk, Moslavačka gora, planinarski dom i Kalničko prigorje. Prilazi vrhu su mogući planinarskim stazama od planinarskog doma, starog grada Velikog Kalnika
Od Vukleca se može planinarskim stazama do vrha Škrinja(504 m), Podrevca(544 m)te raznih vidikovaca na stijenama Kalničke Grede.
Stjenovito šumoviti greben Kalnička Greda se proteže istočno od starog grada Velikog Kalnika u dužini od oko 4,5 kilometara. Njegovu istočnu prirodnu granicu ćini dugački niski prodor zvani Šumsko područje Vratno. 

## Poveznice
- http://www.krizevci.info/forum/index.php/topic,28215.0.html  Arhivirana inačica izvorne stranice od 17. svibnja 2012. (Wayback Machine)